# 테오필 오브
야셍트 로렝 테오필 오브(프랑스어: Hyacinthe Laurent Théophile Aube, 1826년 11월 22일 - 1890년 12월 31일)은 프랑스 해군의 제독으로 해군 장관을 지냈다. 주네 에콜의 옹호자로도 알려져 있다.

## 생애
1846년 생도로서 해군에 입대했다. 1880년에 소장, 1886년에 중장으로 승진했다. 그의 오랜 경력을 식민지에서 쌓았다. 전함에 대해 다수의 소형함으로 대항하는 주네 에콜의 지도자로 유명하다. 1882년 그의 이론을 정립한 《해군 전투와 프랑스의 군항》(La guerre maritime et les ports militaires de la France)을 간행했다.
1886년 1월 7일부터 다음 해 1887년 5월 29일까지 프랑스 해군 장관을 지낸 그는 자신이 제창한 이론을 실천했다. 또한 프랑스 첫 잠수함인 짐노트의 건축을 허용했다. 해군 장관을 사임한 후에도 몇 가지 중요한 직책을 맡았다.
그가 죽은 지 2년 후인 1902년 5월 9일에 진수된 ‘아미할로브’(Amiral-Aube)는 그의 이름을 따서 지은 순양함이었다.

## 저서
- De la Marine française. Rochefort 1874.
- Un nouveau droit maritime international. Paris 1875.
- Entre deux campagnes (1881)
- La Guerre maritime et les Ports militaires de la France. Paris 1882. (위키소스)
- Italie et Levant . Paris 1884.
- A terre et à bord. Paris 1884.
- Défense nationale, défense des colonies. In : Atlas Colonial (H. Mager ed.) Paris 1885